# Nesopupa singularis
Nesopupa singularis es una especie de molusco gasterópodo de la familia Pupillidae en el orden Stylommatophora.

## Distribución geográfica
Es endémica de Hawái.